# Sarah Dessen
Sarah Dessen, född 6 juni 1970 i Evanston, Illinois, är en amerikansk författare som skriver ungdomsböcker. Dessen bodde i Chapel Hill, North Carolina under hela sin barndom. Hennes föräldrar var bägge professorer vid University of North Carolina at Chapel Hill, där hennes mor undervisade i klassisk litteratur och hennes far om Shakespeare. Enligt Dessen så kunde hennes mor "allt du skulle kunna tänka dig om myter, latin och ord".